# Willsboro CDP (Nueva York)
Willsboro es un lugar designado por el censo ubicado en el condado de Essex en el estado estadounidense de Nueva York. En el Censo de 2020 tenía una población de 689 habitantes y una densidad poblacional de 136,17 habitantes por km². Fue incluido como CDP en el censo de 2010.

## Geografía
Willsboro se encuentra ubicado en las coordenadas 44°21′28″N 73°23′28″O / 44.35778, -73.39111. Según la Oficina del Censo de los Estados Unidos,  tiene una superficie total de 5,06 km², de la cual 4,95 km² corresponden a tierra firme y 0,11 km² a agua.